# Улофссон, Мод
Мод Элизабет Улофссон (швед. Maud Elisabeth Olofsson; род. 9 августа 1955, Arnäs parish) — шведский политик. В 2001—2011 годах возглавляла Партию Центра.

## Биография
Родилась 9 августа 1955 года в Арнасвалле но её детство прошло а Хёгбине муниципалитете Эрншельдсвик, Вестерноррланд. В политике с 1974 года омбудсмена молодёжной организации Центристской партии, в 1976 году была членом местного совета Лулео. С 1992 по 1994 год во время правоцентристского правительства Карла Бильдта, работала советником министра Бёрье Хёрнлунда в Министерстве труда. С 1996 года член Правления Центристской партии. С 1997 по 2001 работала управляющим директором сельского хозяйства и сельскохозяйственных обществ Hushållningssällskapet в Вестерботтене. 19 марта 2001 года избрана лидером партии, сменив Ланнарта Далеуса. После выборов 2002 года первый с 1973 года подъём Центристской партии на выборах был приписан к так называемому «эффекту Мод».
Политические взгляды Улофссон связанны с традиционной позицией Центристской партии с упором на сельские районы Швеции и выживание сельских общин в сочетании с правоцентристской экономической политикой. Однако это было примечательно новой особенностью в истории Центристской партии, Улофссон охарактеризовала идеологию своей партии как социал-либерализм. Хотя иногда Центристская партия сотрудничала с правящими социал-демократами, при Улофссон партия выбрала явную оппозиционную роль, укрепив свой союз с либералами, христианскими демократами и Умеренной коалиционной партией.
Улофссон улучшила партию, сделав её более открытой для Евросоюза и рыночного либерализма. Участвовала в создании  «Альянса за Швецию».
Победив на парламентских выборах 2006 года «Альянс за Швецию» смог сформировать новое правительство во главе с Фредриком Райнфельдтом. Улофссон назначили заместителем премьер-министра и министром предпринимательства и энергетики.
17 июня 2011 года Улофссон объявила о своём уходе с поста лидера партии, 23 сентября её преемником стала Анни Лёф. После выхода на пенсию Улофссон столкнулась с критикой после того, как стало известно, что шведская государственная энергетическая компания «Vattenfall» слишком много заплатила голландской компании «Vattenfall Nederland» в 2009 году, когда была ответственным министром.
С 2012 года председатель торговой ассоциации «Visita».

## Личная жизнь
Мод Улофссон замужем за бывшим менеджером по персоналу муниципалитета Робертсфорс Рольфом Улофссоном (род. 1948). У пары есть трое детей. У Улофссон нет академического образования, только обучение в средней школе.

## Награды
- Почётный знак «За заслуги перед Австрийской Республикой» (2007)[8];
- Орден Заслуг перед Республикой Польша (2011)[9].